# 이이마니산
이이마니산(스페인어: Illimani iʎiˈmani[*], 아이마라어: Illimani)은 안데스산맥의 하위산맥인 코르디야오리엔탈 중 코르디야레알의 가장 높은 산이다. 볼리비아 서부의 알티플라노고원 동쪽 끝 엘알토와 라파스 근처에 위치해있다. 볼리비아에서는 사하마산 다음으로 두번째로 높은 산이며, 남아메리카에서는 여덟번째로 높은 산이다. 해발고도 4,570 m부터 만년설이 나타나며 4,983 m부터 산의 북쪽 지면에서 빙하가 나타난다. 이이마니산의 주요 봉우리는 4개이며, 그 중 최고봉은 남쪽에 있는 네바도이이마니(Nevado Illimani)이다.
칠레의 음악 그룹인 인티 이이마니가 이름을 이 산에서 따왔다.

## 등반

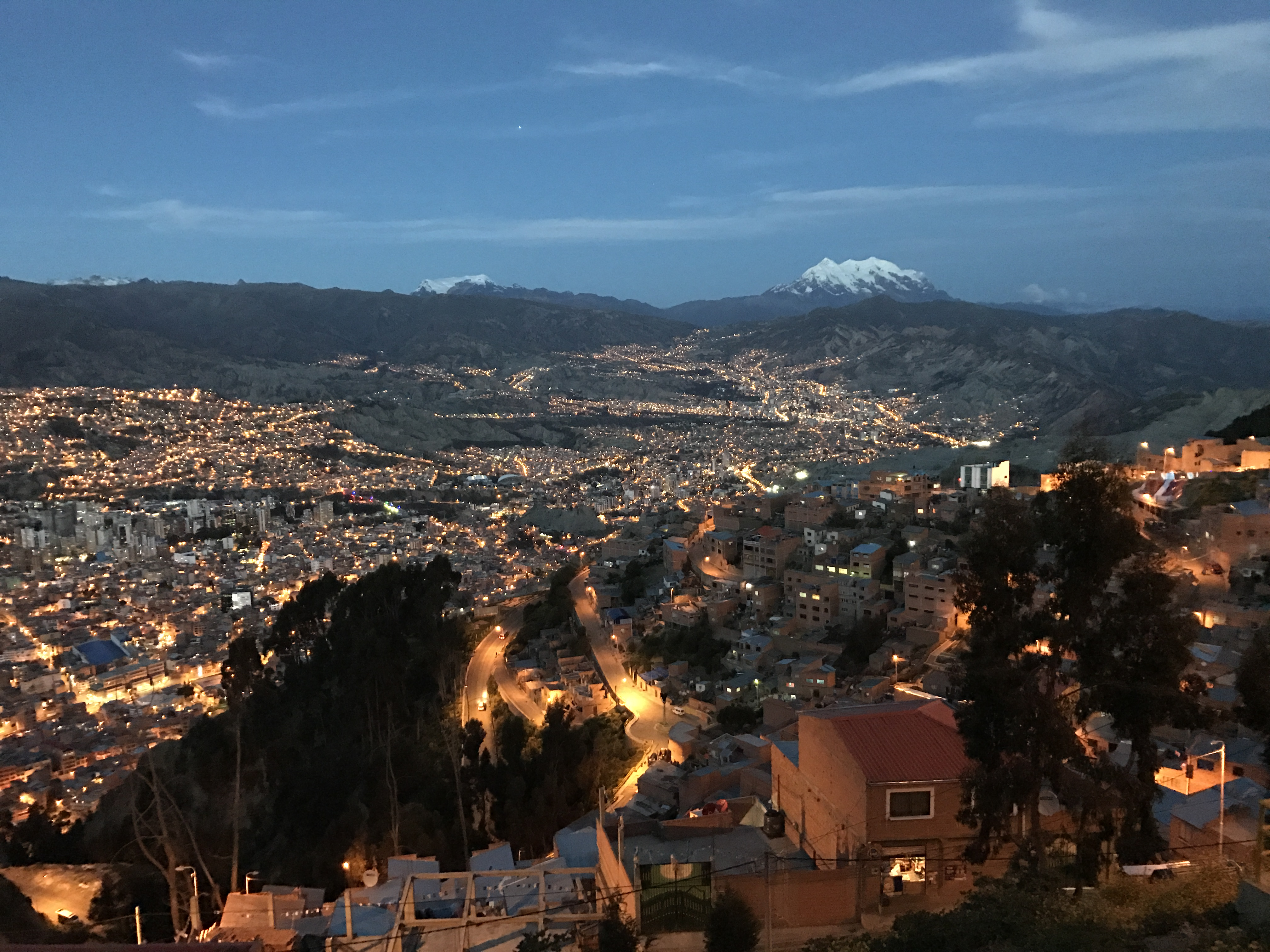
이이마니산은 볼리비아 라파스의 상징이다

기록으로 남아있는 이이마니산에 대한 최초 등반 시도는 1877년 프랑스의 탐험가 샤를 비너(Charles Wiener), J. de Grumkow, J. C. Ocampo가 시도한 등반이다. 이 탐험대는 최고봉 등정은 실패했지만 1877년 5월 19일 동남쪽에 위치한 봉우리에 오르는데에는 성공하였다. 비너는 그 봉우리를 "Pic de Paris"라 명명하고 꼭대기에 프랑스 국기를 꽂았다. 1898년 영국의 산악인인 윌리엄 마틴 콘웨이 경과 이탈리아계 가이드 장 앙투안 마키냐즈(Jean Antoine Maquignaz)와 루이지 펠리시에르(Luigi Pellisier)가 최초로 등정에 성공했다. 이 탐험대는 해발고도 6,000 m 지점에서 아이마라인이 만든 줄을 발견하였으며, 이로 인해 기록에 남지 않은 이전 등정이 있었을 가능성 또한 있다.)
오늘날 쓰이는 주요 등정 경로는 최고봉 서부 능선이다. 이 경로는 1940년 독일 출신 R. 뵈처(Boetcher), F. 프리츠(Fritz), 그리고 W. 퀸(Kühn)이 최초로 등반했다. 이 경로는 등반하는 데 4일이 걸린다.
2010년 7월 독일의 등반가 플로리안 힐(Florian Hill)과 볼리비아 거주민인 로버트 로치(Robert Rauch)가 남쪽 능선의 새로운 경로를 따라 1,700 m 등반을 21시간 내에 끝마쳤다. 이 경로는 매우 가파르고 부서진 탑상빙괴로 올라가야 한다.

## 사고
1973년 8월 프랑스 출신 피에르 드디외(Pierre Dedieu)와 볼리비아의 최고 산악가인 에르네스토 산체스(Ernesto Sánchez)가 이이마니산 등반 중 사망했다. 그해 11월 이탈리아 탐험대가 이이마니산 등반 이후 드디외와 산체스의 시신을 탐색하였다. 산체스의 시신은 찾아냈지만, 11월 23일 탐험대 리더 카를로 넴브리니(Carlo Nembrini)가 드디외의 시신을 찾기 위한 추가 탐색 중 추락사하였다.
1985년 1월 1일 이스턴 항공 980편 추락 사고가 일어났다.
2003년 6월 7일 미군 소령 케네스 R. 밀러(Kenneth R. Miller), 대령 폴 브루스 캐플먼(Paul Bruce Kappelman), 볼리비아인 가이드 빈센테 페레스(Vincente Perez)가 등반 중 사고로 사망하였다.
2017년 5월 2일 오후 독일 산악인이 등반 도중 산사태에 휩쓸려 사망했다. 가이드는 경미한 부상을 입고 생존하였다.
2021년 11월 미국의 산악인 대니얼 그랜버그(Daniel Granberg)가 이이마니산 최고봉에서 사망하였다. 시신은 2일간의 작업 끝에 수습되었다.